# Согда
Согда — село (до 1996 года — посёлок городского типа) в Верхнебуреинском районе Хабаровского края. Административный центр Согдинского сельского поселения.

## Население
| 1959 | 1970  | 1979  | 1989  | 2002 | 2010 | 2011 |
| ---- | ----- | ----- | ----- | ---- | ---- | ---- |
| 2318 | ↘2017 | ↘1876 | ↘1833 | ↘162 | ↘135 | →135 |
| 2012 | 2021  |       |       |      |      |      |
| ↘133 | ↘100  |       |       |      |      |      |

## Экономика
Раньше в селе был леспромхоз, который сейчас не действует, но числится как действующий. Железнодорожная станция, путевая часть Тырминской дистанции пути ОАО «РЖД», участок ЖКХ.